# Austur-Barðastrandarsýsla

Austur-Barðastrandarsýsla

Die Austur-Barðastrandarsýsla ist ein Bezirk in den Westfjorden Islands.
Der Bezirk hat eine Fläche von 1090 km² und wird komplett von der Gemeinde Reykhólahreppur ausgefüllt, die sich aus vier Gemeinden zusammengeschlossen hat. Die Austur-Barðastrandarsýsla liegt im Südosten der Westfjorde im Wahlkreis Norðvesturkjördæmi.